# Бауров, Сергей Александрович
Сергей Александрович Бауров (род. 14 апреля 1977 года, Москва) — российский тренер по бильярду, старший тренер сборной России по бильярду и главный тренер Московского Союза Бильярдного Спорта (МСБС). Основатель Школы бильярда Сергея Баурова.

## Биография
Сергей Бауров окончил Российский государственный университет физической культуры, спорта, молодёжи и туризма (РГУФК). Тренерскую деятельность начал в 2005 году. Его наставником был Заслуженный тренер России по бильярдному спорту Евгений Валентинович Маслов, чей опыт повлиял на формирование методики Баурова.
В 2005 году Бауров основал Школу бильярда Сергея Баурова, которая подготовила ряд успешных спортсменов, включая Сергея Крыжановского, Элину Нагулу, Диану Миронову, Дениса Колосова, Андрея Шагаева, Илью Зеленина, Лилию Панову и Павла Плотникова.

## Деятельность
Сергей Бауров специализируется на обучении игре в русский бильярд. Его методика направлена на развитие технических навыков и стратегического мышления у спортсменов. В Школе бильярда Сергея Баурова проводятся индивидуальные и групповые занятия для взрослых и детей от 9 лет. Занятия ведут сертифицированные тренеры, а также сам Бауров.
Он является разработчиком бильярдного кия «Легенда Тюльпан-2», созданного совместно с Евгением Сталевым. Эта модель кия используется многими профессиональными игроками, включая Крыжановского и Миронову.
В 2023 году на чемпионате мира по свободной пирамиде, проходившем в Сургуте, спортсмены, занявшие первые три места, использовали кии модели «Тюльпан 2».
Совместно с Евгением Сталевым Бауров является соучредителем бильярдного клуба «Легенда №1».

## Известные ученики
Среди учеников Сергея Баурова:
- Элина Нагула — мастер спорта международного класса, двукратная чемпионка мира[3].
- Диана Миронова — многократная чемпионка мира[4].
- Сергей Крыжановский — чемпион мира по свободной пирамиде (2014, 2018).
- Денис Колосов — чемпион мира по свободной пирамиде (2023), победитель турнира «BetBoom Суперлига» в парном и одиночном разрядах.
- Лилия Панова — мастер спорта, призёр чемпионатов Москвы, России и мира.
- Павел Плотников — мастер спорта международного класса, двукратный бронзовый призёр чемпионатов мира (2017, 2023), победитель Кубка мира (2016).
- Андрей Шагаев — мастер спорта, победитель Первенства мира среди юниоров (2021).
- Илья Зеленин — победитель Первенства мира (2024).